# Burg Serben
Die Burg Serben (lettisch Dzērbenes viduslaiku pils) ist eine abgegangene Bischofsburg des Erzbistums Riga, errichtet am Ufer eines Sees in der livländischen Ortschaft Dzērbene im lettischen Bezirk Cēsis.

## Geschichte
Als Errichtungsjahr der Burg Serben wird oftmals 1357 oder 1360 genannt, jedoch sind beide Jahreszahlen unbelegt. In diesem Zusammenhang wird auch fälschlicherweise Erzbischof Fromhold als Erbauer angegeben. 1479 entlud sich das ständig angespannte Verhältnis zwischen den Erzbischöfen von Riga und dem Livländischen Orden, als der livländische Landmeister Bernd von der Borch in das Erzbistum einfiel und innerhalb von 14 Tagen dessen Burgen und Ländereien besetzte, darunter auch Serben. Gemäß historischen Dokumenten begann der Orden noch im selben Jahr mit der Errichtung einer Steinburg in der Siedlung; dies lässt vermuten, dass es bis dahin keinen (oder zumindest keinen erwähnenswerten) Vorgängerbau gab.
1485 gelangte die Burg in den Besitz des Erzbistums und wurde als Nebenburg dem Bezirk der Burg Ronneburg unterstellt, die damals neben Burg Kokenhusen und Burg Lemsal zu den drei bischöflichen Hauptburgen zählte. 1530 dem Koadjutor des Erzbistums Wilhelm von Brandenburg-Ansbach-Kulmbach überschrieben, wurde sie 1556 ein letztes Mal vom Orden zurückerobert. Mit Beginn des Livländischen Krieges wurden die Burg und die Siedlung 1559 von russischen Truppen angegriffen und offenbar vollständig zerstört. Danach wurde sie nicht wieder aufgebaut und auch im weiteren Kriegsverlauf nicht mehr erwähnt. Fälschlicherweise nennen manche Reiseführer 1577 als das Jahr der Zerstörung, vermutlich weil dieses Schicksal mehrere Burgen in Livland ereilte.
Mit dem Fall des Livländischen Ordens ging Serben mit dem säkularisierten Herzogtum Livland in der Adelsrepublik Polen-Litauen auf und gelangte in der Folgezeit unter polnische Kontrolle.
Während des Polnisch-Schwedischen Krieges eroberte der schwedische König Gustav II. Adolf Livland und übergab Serben 1625 seinem General Svante Gustafsson Banér. Im selben Jahr wurde Livland von einer verheerenden Epidemie heimgesucht, bei der nur etwa ein Achtel der Einwohner überlebte.
Ende des 17. Jahrhunderts wurden auf den Resten der Burg zwei Herrenhäuser errichtet, von denen eines noch bis heute erhalten geblieben ist.
Im Großen Nordischen Krieg wurde der Bezirk zwischen 1700 und 1711 vier Mal von den Truppen des russischen Zaren Peter I. verwüstet.
Von 1771 bis 1891 war das Gut Serben im Besitz der russischen Adelsfamilie Weißmann von Weißenstein.
Heute sind von der Burg keine oberirdischen Überreste mehr zu erkennen. Teile der mittelalterlichen Wassergräben befinden sich allerdings im heutigen Schlosspark.

## Beschreibung
Burg Serben wurde auf einer Anhöhe errichtet, die nach Norden, Osten und Westen durch Abhänge begrenzt war. Die Bodenvertiefungen am Fuße dieser Abhänge wurden später mit Wasser geflutet und Teiche angelegt. An der Südseite befand sich ein künstlicher Graben, der heute noch als flache Senke erkennbar ist.
Die Burg selbst besaß eine Fläche von 70 × 70 m und war vermutlich von einer Ringmauer umgeben. Der streng quadratische Grundriss und die wenigen erhaltenen Fundamente legen die Vermutung nahe, dass es sich bei der Burg um ein Lagerkastell handelte. Das heutige Schloss soll sich direkt auf den Überresten des mittelalterlichen Hauptgebäudes befinden.
In der östlichen Ecke des Burggeländes befand sich ein hervorstehender Rundturm, dessen Durchmesser etwa acht Meter betrug. Dieser wurde vermutlich mit dem Aufkommen der ersten Kanonen nachgerüstet.